# 151 (getal)
151 (honderdeenenvijftig) is een natuurlijk getal volgend op 150 en voorafgaand aan 152. 

## In de wiskunde
151 is:
- het 36e priemgetal;
- priemtweeling van 149;
- samen met 157 een sexy priemgetal
- een palindroompriemgetal in het tientallig en drietallig stelsel want 15110 = 121213;
- een gecentreerd tienhoeksgetal; het vorige en volgende zijn 101 en 211;
- een lucky number.[1]

## Als jaartal
151 is ook:
- het jaar 151 na Christus in de christelijke jaartelling;
- het jaar 151 voor Christus in de christelijke jaartelling;
- het jaar 151 in de islamitische jaartelling; het komt overeen met 759–760 in de gewone tijdrekening.

## Overig
- In de oorspronkelijke Pokémon-set zaten 151 kaarten.
- Het is het nummer van een omstreden psalm, namelijk psalm 151.